# پرت اند ویتنی جی۴۸
پرت اند ویتنی جی۴۸ (به انگلیسی: Pratt & Whitney J48) یک موتور هواگرد ساختِ کارخانهٔ پرت اند ویتنی در کشور ایالات متحده آمریکا است . 